# 周麟 (明朝)
周麟，字季祥，山西臨汾人，明朝政治人物。举人出身。通《五经》，精于性理之学。有「河汾益友」之稱。

## 生平
永樂三年（1405年）乙酉科山西鄉試第一名舉人。入監送秘閣，纂修《永樂大典》，授清豐教諭，造士有方，后陞任肅府教授。弟子段坚、聊让中进士。